# Самохин, Валентин Трофимович
Валентин Трофимович Самохин (25 апреля 1927 — 24 июня 2012) — российский учёный-ветеринар, специалист в области неинфекционной патологии и терапии животных, академик ВАСХНИЛ (1991).

## Биография
Родился в д. Захарово Калужского уезда Калужской губернии. Окончил Калужский ветеринарный техникум (1945) и Московскую ветеринарную академию (МВА) (1951).
- 1945—1946 — и. о. главного ветеринарного врача Калужской государственной заводской конюшни,
- 1951—1955 — заведующий Кировской межрайонной ветеринарной бактериологической лабораторией (Калужская область).
- 1956—1959 — аспирант МВА.
- 1959—1961, 1964—1966 — директор Калужской областной научно-производственной ветеринарной лаборатории.
- 1961—1964 — старший научный сотрудник ВНИИ физиологии и биохимии с.-х. животных (г. Боровск).
- 1966—1972 — старший научный сотрудник ВНИИ животноводства (ВИЖ).
- 1972—2004 — директор (1972—1995), научный консультант (1995—2004) Всероссийского н.-и. ветеринарного института патологии, фармакологии и терапии .
- 2004—2012 — научный консультант ВИЖ.

Доктор биологических наук (1975), профессор (1976), академик ВАСХНИЛ (1991). Специалист в области неинфекционной патологии и терапии животных.
Разработал более 20 рекомендаций по диагностике, профилактике и лечению заболеваний с.-х. животных, связанных с нарушением обменных процессов и дефицитом микроэлементов.
Награждён 3 медалями СССР.

## Научные труды
Опубликовал более 300 научных трудов, в том числе 11 книг и брошюр. Получил 9 авторских свидетельств и патентов на изобретения.
Книги:
- Микроэлементы в животноводстве / соавт. Я. М. Берзинь. — М.: Знание, 1968. — 32 с. — (Новое в жизни, науке, технике. Сел. хоз-во; № 12).
- Минеральное питание животных / соавт.: В. И. Георгиевский, Б. Н. Анненков. — М.: Колос, 1979. — 471 с.
- Профилактика нарушений обмена микроэлементов у животных. — М.: Колос, 1981. — 144 с. — То же. — 2-е изд., доп. — Воронеж: Воронеж. гос. ун-т, 2003. — 135 с.
- Рекомендации по получению здорового молодняка и профилактике желудочно-кишечных болезней новорожденных телят / соавт.: В. В. Субботин и др. — М.: Россельхозакадемия, 2004. — 22 с.
- Система биохимической оценки полноценности питания и состояния здоровья молочных коров: метод. рекомендации / соавт.: В. Л. Владимиров, П. А. Науменко; ГНУ ВИЖ и др. — Дубровицы, 2006. — 20 с.
- Проблемы долголетнего использования высокопродуктивных коров / соавт.: Л. К. Эрнст и др.; ГНУ ВИЖ. — Дубровицы, 2008. — 205 с.